# Tamási

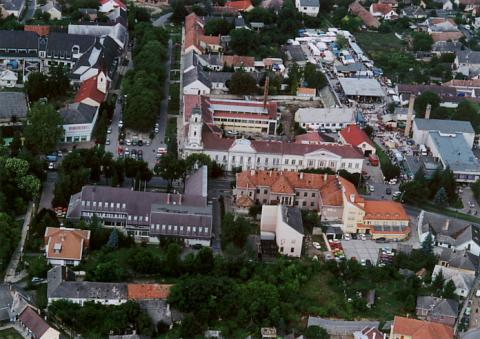

Tamási är en stad med 7 852 invånare (2020) i västra Ungern, 38 km söder om Balatonsjön och 50 km från provinshuvudstaden Szekszárd. 
Med dess vackra natur, rena luft och hälsogörande vatten är Tamási en känd kurort i Ungern. Staden har ett spa och utomhusbad med 52 graders termalvatten, som med höga halter av natrium, kalcium och kalium sägs ha en positiv hälsoverkande effekt. I området ligger det 7 800 hektar stora viltreservatet Gyulaj, som har en av världens största populationer av dovhjort och många varianter av bok- och almträd. Det finns också goda möjligheter till fågelskådning i Pacsmags våtmarker, ett naturreservat av internationell betydelse för dess utbud av sällsynta fåglar. I trakten odlas vin.